# Prinia simple
Prinia inornata
Espèce
Répartition géographique
Statut de conservation UICN

 LC  : Préoccupation mineure
La Prinia simple (Prinia inornata) est une espèce de passereaux de la famille des Cisticolidae.
Elle fréquente divers types de milieux : prairies, roseaux, mangroves etc.

## Répartition et sous-espèces
Son aire s'étend à travers l'écozone indomalaise.
Selon la classification de référence du Congrès ornithologique international (14.2, 2024) :
- P. i. terricolor (Hume, 1874) — de l'est de l'Afghanistan et Pakistan au nord de l'Inde et sud-ouest du Népal
- P. i. fusca Hodgson, 1845 — Népal, Inde du Nord-Est, sud-ouest de la Birmanie
- P. i. blanfordi (Walden, 1875) — Birmanie, nord-ouest de la Thaïlande et ouest du Yunnan
- P. i. extensicauda (Swinhoe, 1860) — sud/est de la Chine, nord de l'Indochine
- P. i. herberti Baker, 1918 — centre de l'Indochine
- P. i. flavirostris (Swinhoe, 1863) — Taïwan
- P. i. inornata Sykes, 1832 — centre/sud-est de l'Inde
- P. i. franklinii Blyth, 1844 — sud-ouest de l'Inde
- P. i. insularis (Legge, 1879) — Sri Lanka
- P. i. blythi  — Java